# 威尔伯·R·弗兰克斯
威尔伯·瑞鼎·弗兰克斯，OBE（英語：Wilbur Rounding Franks，1901年3月4日—1986年1月4日），是一位加拿大科学家，最知名的是发明了反重力防护服“G-suit”，和在癌症研究上的工作。

## 职业生涯
他出生于多伦多Weston，以医学身份毕业于多伦多大学。在多伦多大学的Banting and Best Medical Research Institute机构研究癌症时，他发明出了世界上第一个反重力防护服“G-suit”。